# Torez
Chistiakove (en ucraniano: Чистякове; en ruso: Чистяково, romanizado: Chistiakovo), anteriormente Torez (en los dos idiomas: Торез) es una ciudad del óblast de Donetsk, Ucrania.

## Historia

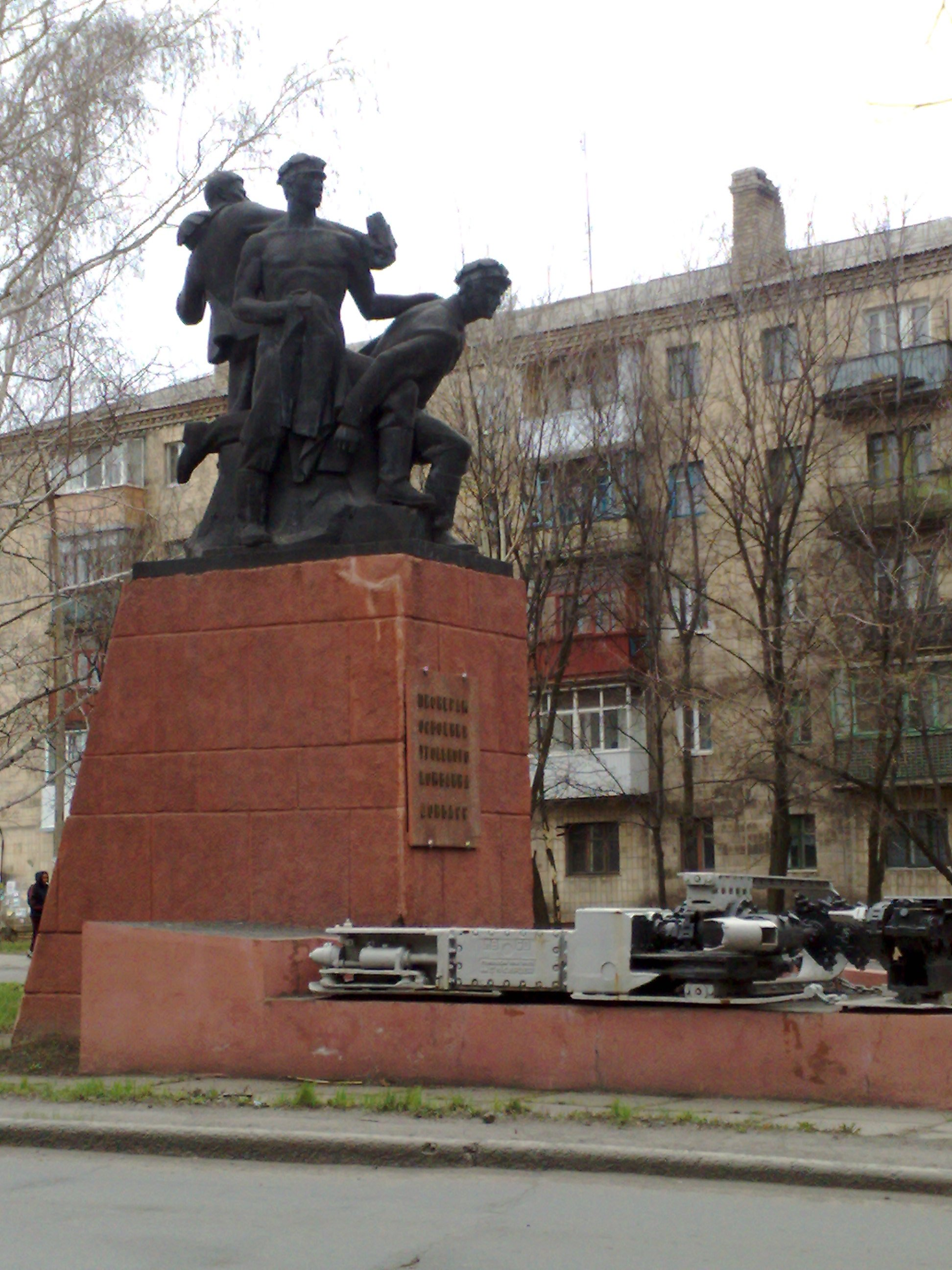
Monumento a los mineros en Torez.

Fundada en 1778 en la confluencia de los ríos Sevostiánovka y Orlova por siervos fugitivos de las provincias del sur de Rusia y Ucrania. En 1800 tenía 225 habitantes y era conocida como la slobodá Alekséyevka (en ruso) u Oleksíivka (en ucraniano), en honor al hijo de un terrateniente.
Desde 1860 se le dio el nombre de Chistiakovo (en ruso), que se convirtió en un centro de la minería del carbón. Para 1875 había dos empresas mineras: Chistiakovske, que operaba las minas de carbón «Naklonna» y «Galería», y Oleksiivs'ke (rebautizada «Nadiya» en 1907).
En 1924 la aglomeración minera Chistiakovo tenía 142 establecimientos, con 44.679 habitantes. En 1932, los asentamientos se convirtieron en un pueblo y en 1933 la ciudad contaba con 10 minas de carbón y una cantera.
En 1964 la ciudad recibió el nombre de Torez, en honor a Maurice Thorez, líder comunista francés que también era un minero del carbón. Actualmente, Torez sigue siendo un centro importante de la industria del carbón en Ucrania.
El 17 de julio de 2014, un jet de Malaysia Airlines se estrelló cerca de la ciudad, matando a las 298 personas a bordo e hiriendo a varios vecinos.
En 2016, el Parlamento de Ucrania, mediante la aprobación de las leyes de descomunización, devolvió la ciudad a su nombre anterior, Chistiakove.